# Johann Wilhelm Langsdorf
Johann Wilhelm Langsdorf (* 5. Dezember 1745 in Nauheim; † 5. Februar 1827 in Gießen) war ein
berühmter deutscher Salinen-Experte.

## Leben
Johann Wilhelm Langsdorf wurde als Sohn des Salinenarchivars und Rentmeisters Georg Melchior Langsdorf geboren, der an der Saline zu Nauheim tätig war. Seine Mutter war Maria Margarethe Koch, verw. Möller. Sein Bruder Karl Christian war ein berühmter Mathematiker, Naturforscher und Techniker.
Nach dem Schulbesuch in Friedberg und Absolvierung des Gymnasiums in Hanau fand Langsdorf zunächst eine Beschäftigung in der Amtsstube von Hanau. 1765 begann er das Studium der Rechtswissenschaft an der Universität Göttingen, betrieb aber zugleich intensive mathematische Studien. Zur Verbesserung seiner Kenntnisse in Maschinenlehre und Baukunst wechselte er zu der zu jener Zeit berühmten Universität Greifswald. 1769 übernahm er eine Advokatenstelle in Friedberg und übte die gleiche Tätigkeit ab 1770 in Homburg aus, wo er sich einen hervorragenden Ruf bei der Abwicklung schwieriger Rechtsgeschäfte erwarb.

## Leistungen
Nach und nach trat sein Interesse am Salinenwesen deutlicher zutage. 1771 erschien seine Publikation mit dem Titel Kurze und gründliche Anleitung zur Kenntniß der Salzwerkssachen, 1776 wurde er als Kammerrat nach Darmstadt gerufen, wo er das Referat Salinenwesen leitete und 1781 ein umfassendes Werk mit dem Titel Ausführliche Abhandlung von Anlegung, Verbesserung und zweckmäßiger Verwaltung der Salzwerke in zwei Bänden veröffentlichte. Gemeinsam mit seinem Bruder Karl Christian veröffentlichte er 1785 die Sammlung praktischer Bemerkungen für Freunde der Salzwerkskunde. 
In Anerkennung seiner Leistungen ernannte ihn die kurpfälzische Gesellschaft in Mannheim zu ihrem Mitglied. Eine Berufung als Salinendirektor nach Schleswig lehnte er ab, erhielt aber dafür 1803 in Gießen die Stelle eines ersten Hofrats, 1808 die eines Vicedirektors und Geheimen Raths und 1813 wurde er zum zweiten Direktor befördert.
Neben seinen beruflichen und publizistischen Aktivitäten interessierte er sich für theologische Fragen und wandte sich dabei verstärkt dem Mystizismus von Emanuel Swedenborg zu. 

## Werke
- Kurze und gründliche Anleitung zur Kenntniß der Bergwerkssachen (1771)
- Ausführliche Abhandlung von Anlegung, Verbesserung und zweckmäßiger Verwaltung der Salzwerke (1781)